# Weekend Offender
Weekend Offender — британський бренд, який виготовляє одяг для повсякденного життя. Також популярний серед футбольних фанатів.
Бренд заснований Семом Джонсом та Рідіаном Павеллом у 2004 році в місті Мертір-Тідвіл в Уельсі. Першою спробою був друк на футболках фрагментів старих газет, проте футболки не мали успіху. У 2009 році до команди приєднався Аарон Талманн, який до того володів брендом «Golddigga». Вони створили компанію «Eighty8 Ltd», яка почала поширювати одяг бренду. З часом одяг став популярним завдяки підтримці поп-зірок та спортсменів.
Сем Джонс володів магазином одягу в Мертір-Тідвіл, а 2012 року відкрив другий магазин у районі Сохо в Лондоні.
У 2016 році Кабінет міністрів Великої Британії розпочав розслідування щодо пародіювання брендом логотипу Тюремної служби Великої Британії.